# Tom Rauland
Tom Rauland (* 20. Juni 1958) ist ein ehemaliger norwegischer Skispringer.
Rauland sprang am 2. März 1980 beim Skifliegen in Vikersund sein einziges Weltcup-Springen. Er kam dabei auf den 4. Platz und konnte sich somit 12 Weltcup-Punkte sichern. Am Ende der Weltcup-Saison 1979/80 belegte er den 62. Platz. Sein Verein war Notodden.

## Erfolge

### Weltcup-Platzierungen
| Saison  | Platz | Punkte |
| ------- | ----- | ------ |
| 1979/80 | 61.   | 12     |